# Boy Hits Car
Boy Hits Car ist eine US-amerikanische Alternative-Rock-Band aus Los Angeles, Kalifornien.

## Geschichte
Die Gruppe wurde 1993 gegründet. Nachdem sie 1998 ihr Debütalbum My Animal veröffentlicht hatte, erhielt die Band einen Vertrag bei Wind-Up Records. Dort erschien 2001 ihr von GGGarth produziertes Zweitwerk. Der Nachfolger The Passage wurde zunächst nur auf Konzerten und auf der Website der Band verkauft, ehe die Band es ein Jahr nach Erstveröffentlichung von Rock Ridge Music lizenzieren ließ.

## Diskografie
- 1998: My Animal
- 2001: Boy Hits Car
- 2005: The Passage
- 2011: Stealing Fire
- 2014: All That Led Us Here